# Michael Grant (historien)
Pour les articles homonymes, voir Michael Grant.
Michael Grant (Londres, 21 novembre 1914 – 4 octobre 2004) est un universitaire britannique spécialiste de numismatique et d'histoire grecque, étrusque et romaine.

## Biographie
Après des études classique au Trinity College de Cambridge, Michael Grant fut professeur à l’université d'Édimbourg. Auteur prolifique, il n’écrivit pas moins de 50 livres (essais ou traductions commentées), sur des questions s’étendant de la numismatique romaine à l'éruption du Vésuve ou les Évangiles. Lui-même se décrivait comme « l’un des très rares auteurs freelance de l'histoire ancienne : un oiseau rare. » Il fut reçu officier (1946) puis commandeur (1958) de l'ordre de l'Empire britannique, fut vice-président de l'université Queen's de Belfast et de l'université de Khartoum. L’éloge funèbre du journal The Times indique qu’il était « l’un des rares historiens de l’Antiquité à gagner l’admiration des universitaires et du grand public ».

### Ouvrages traduits
- Michael Grant et John Hazel (trad. Etienne Leyris), Dictionnaire de la mythologie [« Who’s Who in classical mythology »], Paris, Marabout, coll. « Savoirs », 1955 (ISBN 2-501-00869-3), p. 6-10.

### Ouvrages
- From Imperium to Auctoritas (1946/Rev ed, 1971?), Treatise on bronze coins
- Ancient History (1952)
- Roman Imperial Money (1954)
- Who’s Who in classical mythology (1955)
- Roman History from Coins (1958/ Rev ed, 1968)
- The World of Rome (1960/ Rev ed, 19??/1974/1987)
- The Ancient Mediterranean (1961/ Rev ed, 1969)
- Myths of the Greeks and Romans (1962/new biblio:1986)   (ISBN 0-452-01162-0)
- Greece and Rome: The Birth of Western Civilization (1964/ Rev ed, 1986)
- The Civilizations of Europe (1965)
- The Gladiators (1967)
- The Climax of Rome: The Final Achievements of the Ancient World, AD 161-337 (1968/ Rev ed, 19??/1974)
- Julius Caesar (1969)
- The Ancient Historians (1970)
- The Roman Forum (1970)
- Nero (1970)
- Herod the Great (1971)
- Roman Myths (1971)
- Cities of Vesuvius: Pompeii and Herculaneum (1971)
- Atlas of Classical History  (1971/ Rev ed, 1974/1986/1989/1994)  [AKA Ancient History Atlas]
- Cleopatra (1972)
- The Jews in the Roman World (1973/ Rev ed, 1984) [AKA *The Jews and the Roman World]
- Caesar (1974)
- Army of the Caesars (1974)
- The Twelve Caesars (1975)
- The Fall of the Roman Empire (1976/ Rev ed, 1990)  (ISBN 0-02-028560-4)
- Paul (1976)
- Jesus: An Historian's Review of the Gospels (1977)
- History of Rome (1978)  (ISBN 0-02-345610-8 et 978-0571114610)
- Greece and Italy in the Classical World (1978/ Rev ed, 19??)
- The Etruscans (1980)
- Greek and Latin Authors:  800 BC - AD 1000 (1980)
- Dawn of the Middle Ages (1981)  --  coffee table book
- From Alexander to Cleopatra: the Hellenistic World  (1982)  [AKA The Hellenistic Greeks (1990)]
- The History of Ancient Israel (1984)
- The Roman Emperors: A Biographical Guide to the Rulers of Imperial Rome 31BC - 476 AD (1985)
- A Guide to the Ancient World: A Dictionary of Classical Place Names (1986)
- The Rise of the Greeks (1987)
- The Classical Greeks (1989)
- The Visible Past: Greek and Roman History from Archaeology, 1960-1990  (1990) [AKA The Visible Past: An Archaeological Reinterpretation of Ancient History]
- Founders of the Western World: A History of Greece and Rome (1991) [AKA A Short History of Classical Civilization]
- Greeks and Romans: A Social History (1992)  [ AKA  A Social History of Greece and Rome]
- The Emperor Constantine (1993)  [AKA Constantine the Great: The Man and His Times (1994)]
- The Antonines: The Roman Empire in Transition (1994)
- St Peter: A Biography (1994)
- My First Eighty Years (1994), Autobiography
- Greek and Roman Historians: Information and Misinformation (1995)
- The Severans: The Changed Roman Empire (1996)
- Art in the Roman Empire (1996)
- From Rome to Byzantium: The Fifth Century (1998)
- Sick Caesars (2000)
- Saint Paul (2000)

### Traductions
- Cicero, Selected Works (1965)
- Cicero, Selected Political Speeches (1969)
- Cicero, Murder Trials (1975)
- Cicero on the Good Life (1971)
- Tacitus, The Annals of Imperial Rome (1956/ Rev ed, 1977)
- Cicero, On Government (1993)

### Éditeur
- Roman Readings (1958/67)  [AKA Latin Literature: An Anthology (1979/new biblio 1989)]
- Roman Literature (19??/ Rev ed, 19??/1964)
- Greek Literature (19??)
- Suetonius, The Twelve Caesars: An Illustrated Edition (1979; Trad. Robert Graves, 1957)
- Civilization of the Ancient Mediterranean (en coll. avec Rachel Kitzinger, 1988)
- Readings in the Classical Historians (1992)